# Man Gyong Bong 92
Die Man Gyong Bong 92 (koreanisch 만경봉 92, auch Mangyongbong 92) ist ein nordkoreanisches Passagierschiff, das als Fähre und Kreuzfahrtschiff eingesetzt wurde. Zwischen seiner Indienststellung im Jahr 1992 und 2006 diente es zum Passagier- und Frachttransport zwischen Nordkorea und Japan. Nachdem der Schiffsverkehr von Japan untersagt worden war, wurde die Man Gyong Bong 92 zu einem Kreuzfahrtschiff umgebaut und veranstaltete eine einzige Reise, bevor der Betrieb ausgesetzt wurde. Seit der Außerdienststellung 2013 ist das Schiff in Wŏnsan aufgelegt und hat nur noch vereinzelte Fahrten unternommen.

## Hintergrund

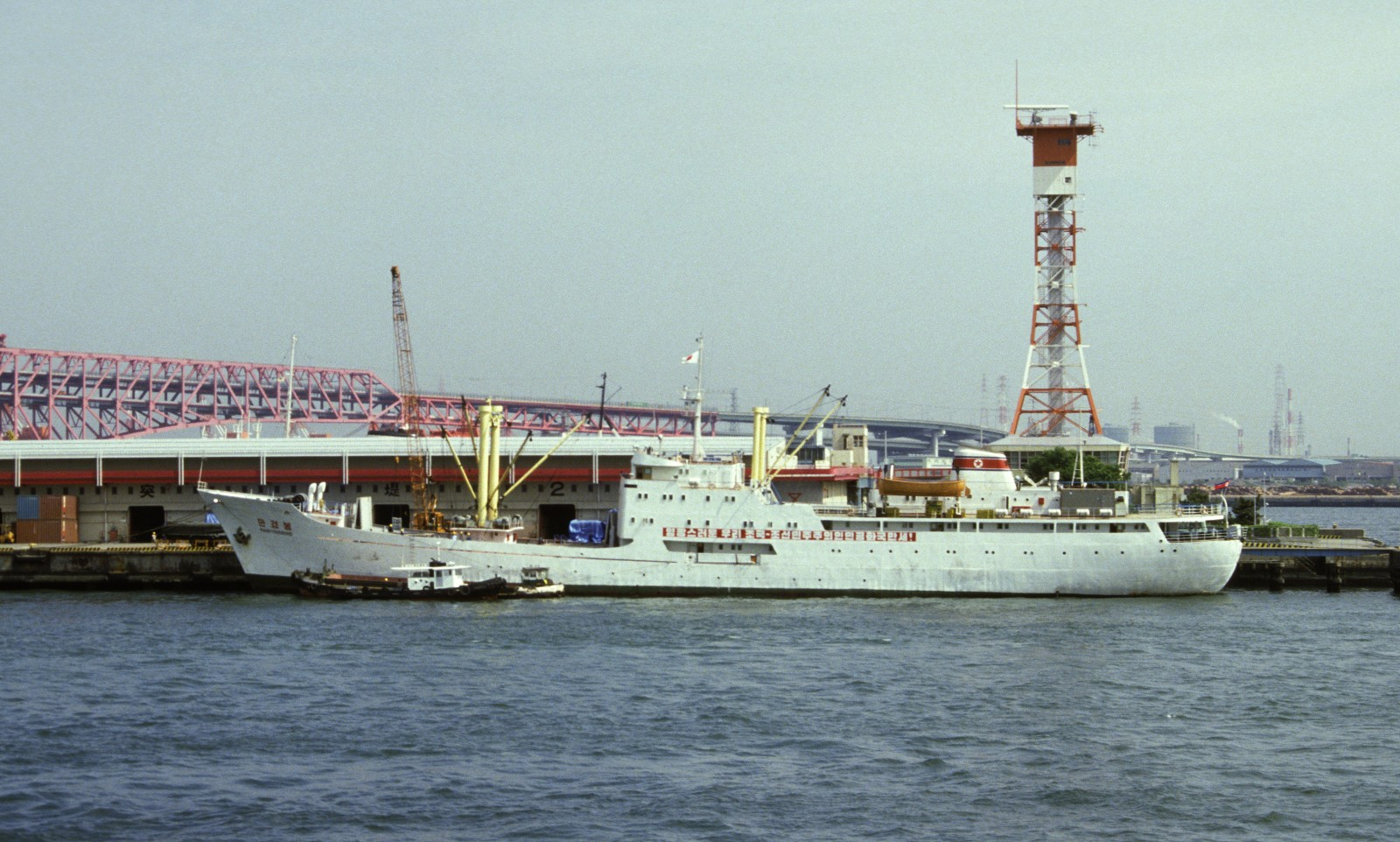
Die alte Man Gyong Bong (1986)

Nach dem Ende der japanischen Besatzung Koreas zum Ende des Zweiten Weltkriegs blieben etwa 600.000 bis 700.000 Koreaner in Japan zurück, wo sie als zainichi die größte ethnische Minderheit bildeten, sowie weitere Hunderttausende Japaner in der ehemaligen Kolonie. Vor allem japanische Frauen, die einen koreanischen Mann geheiratet hatten, kehrten nicht wieder nach Japan zurück. Da Japan und Nordkorea keine diplomatischen Beziehungen miteinander unterhielten, war es für die in Japan gebliebenen Koreaner fast unmöglich, ihre Verwandten zu besuchen. Zwischen 1963 und 1971 durften nur 24 Menschen aus Japan nach Nordkorea und wieder zurück reisen. Erst in den 1970er Jahren lockerte die japanische Regierung die entsprechenden Beschränkungen, woraufhin im September 1971 mit der Man Gyong Bong ein Liniendienst zwischen Wŏnsan an der nordkoreanischen Ostküste und Niigata auf Honshū am Japanischen Meer eingerichtet wurde. Zuvor war der Passagiertransport vor allem auf an das nordkoreanische Rote Kreuz verliehenen sowjetischen Schiffen erfolgt.

## Das Schiff
Die Man Gyong Bong 92 wurde im Jahr 1992 zum 80. Geburtstag des nordkoreanischen Staatsführers Kim Il-sung gebaut, um die alte Man Gyong Bong zu ersetzen. Finanziert wurde der Bau von der Nordkorea nahestehenden Ch’ongryŏn, einer Vereinigung von zainichi. Die Organisation spendete dazu vier Milliarden Yen (umgerechnet etwa 32 Mio. US-Dollar). Der Stapellauf erfolgte 1992 auf einer Werft in Ch’ŏngjin. Je nach Quelle kann das Schiff zwischen 200 und 350 Passagiere transportieren. Das Schiff trägt, wie auch sein Vorgänger, den Namen eines Hügels in der Nähe der nordkoreanischen Hauptstadt Pjöngjang und des Geburtsorts von Kim Il-sung, Mangyŏngdae, der heute ein Vorort von Pjöngjang ist.

## Geschichte

### Liniendienst
Zwischen 1992 und 2006 verkehrte die Man Gyong Bong 92 ein- oder zweimal im Monat zwischen Niigata und Wŏnsan. Die meisten Passagiere waren Zainichi, die ihre Familie besuchten, sowie Schüler, die Ch’ongryŏn-Schulen besuchten und an Studienreisen teilnahmen. Zusätzlich wurden elektronische und medizinische Geräte nach Nordkorea transportiert. Die nordkoreanische Führung versendete auf diesem Weg Grußbotschaften und Telegramme an die Ch’ongryŏn. Eine einfache Fahrt kostete im August 1993 etwa 1.500 US-Dollar und dauerte 28 Stunden.

### Konflikt mit Japan und Verbot
Von Anfang an hatte es den Verdacht gegeben, dass Bauteile von aus Japan ausgeführten Produkten wie Spielekonsolen oder Kameras vom nordkoreanischen Militär verwendet wurden, um unter anderem Raketen zu konstruieren. Laut dem Bericht eines Flüchtlings aus Nordkorea vor einem Ausschuss des US-Senats am 20. Mai 2003 stammten 90 Prozent der Raketenteile von dem Schiff. Auch sollen Falschgeld und Methamphetamin nach Japan transportiert worden sein, während Nordkorea Devisen ins eigene Land holte. Der Drogenhandel soll bis zu sieben Milliarden US-Dollar eingebracht haben.
Im Jahr 2002 gab Nordkorea zu, in den 1970er Jahren mehrere japanische Staatsbürger entführt und nach Nordkorea gebracht zu haben. Die Vermutung, dass die Entführungen auf der alten Man Gyong Bong stattgefunden hatten, rückte auch das neue Schiff in den Fokus der Öffentlichkeit. Im Januar 2003 erklärte der japanische Geheimdienst Public Security Intelligence Agency, dass der Kapitän der Man Gyong Bong 92 Spionagebefehle von der nordkoreanischen Führung erhalten habe.
2003 wurde das Schiff für sieben Monate außer Dienst gestellt, nachdem die japanischen Behörden ein Verbot des Betriebs angedroht hatten. Nach der Wiederaufnahme verzögerte sich die erste Abfahrt um zwölf Stunden, da Japan verstärkte Kontrollen und Überprüfungen der Ladung des Schiffes durchführte.
Am 5. Juli 2006 führte Nordkorea einen Raketentest durch, bei dem alle sechs Raketen im Japanischen Meer landeten. Daraufhin verbannte Japan die Man Gyong Bong 92 für sechs Monate aus seinen Gewässern. Anfang Oktober 2006 wurde das Verbot auf unbestimmte Zeit verlängert sowie auf alle nordkoreanischen Schiffe ausgeweitet.

### Umbau zum Kreuzfahrtschiff

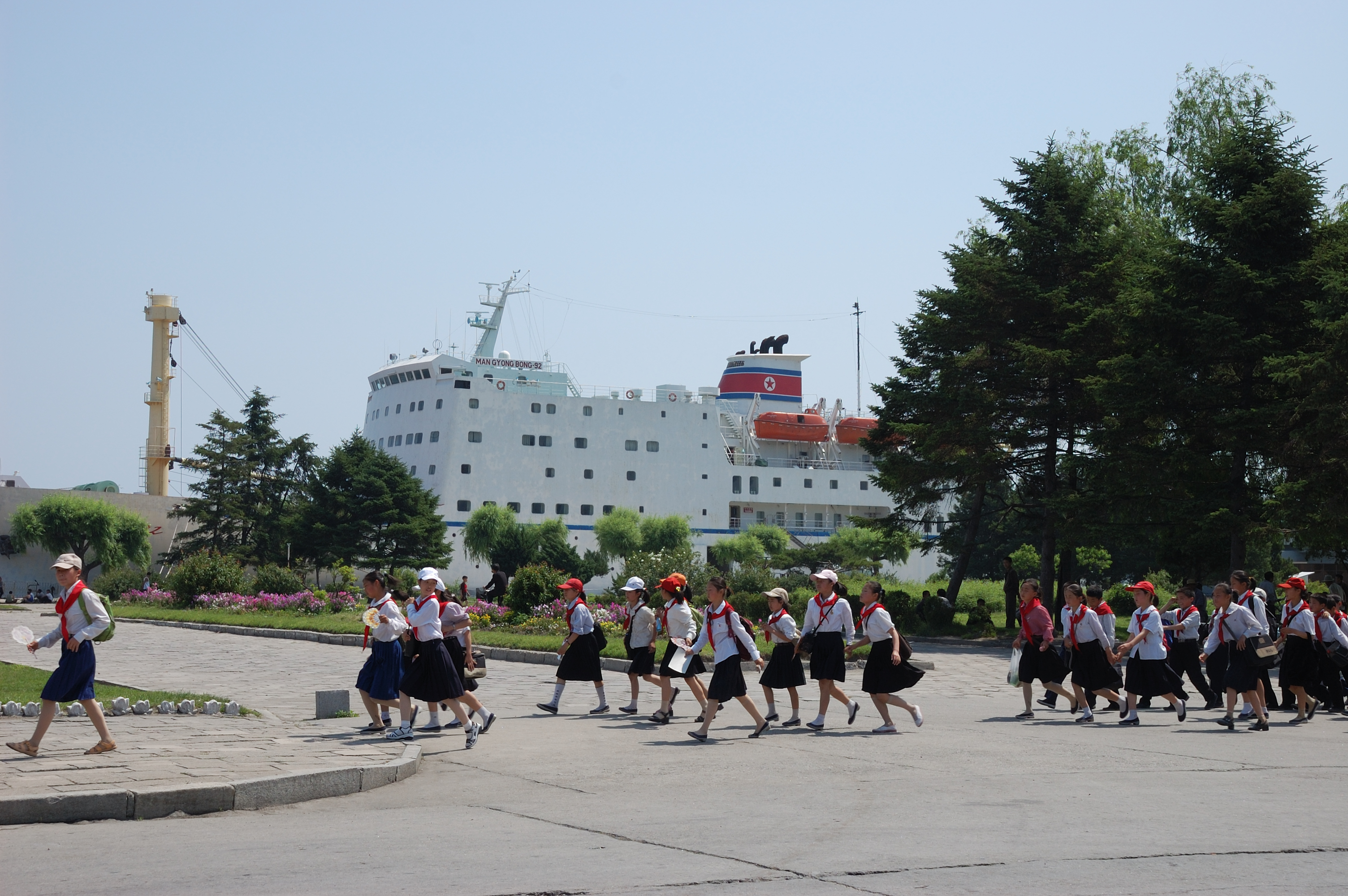
Die
Man Gyong Bong 92 in Wŏnsan (2008)

Nachdem mit der Einstellung des Liniendienstes der ursprüngliche Zweck des Schiffes nicht mehr erfüllt werden konnte, beschloss die nordkoreanische Führung, die Man Gyong Bong 92 künftig für Kreuzfahrten einzusetzen. Dazu wurde sie innerhalb von sechs Monaten umgebaut. Vorgesehen war eine fünftägige Fahrt entlang der nordkoreanischen Ostküste von Rasŏn im Nordosten des Landes, nahe den Grenzen zu Russland und China, und der Region Kŭmgangsan im Südosten und zurück. Das Programm sollte einen wichtigen Beitrag zur Förderung des Tourismus in Nordkorea liefern, der von den Wirtschaftssanktionen der Vereinten Nationen ausgenommen ist, und zur Einnahme von Devisen führen.
Die Reise wurde im August 2011 mit etwa 200 Passagieren, darunter vielen Vertretern von Reisebüros und Journalisten aus China sowie nordkoreanischen Beamten, erprobt. Sie zahlten etwa 500 US-Dollar für die 21-stündige Hin- und 22-stündige Rückfahrt. Untergebracht wurden die Passagiere entweder in einer Mehrbettkabine oder auf Matratzen in einem großen Schlafsaal. Das Wasser in den Waschräumen war entweder nicht verfügbar oder stark verschmutzt. All dies führte zu einer Betitelung als „schlechtestes Kreuzfahrtschiff der Welt“ in den Medien. Nach der Testfahrt wurde der Dienst deshalb nicht wieder aufgenommen. Dennoch wurde angekündigt, die Man Gyong Bong 92 durch ein anderes Schiff mit einer Kapazität von bis zu 1.000 Passagieren zu ersetzen. Dabei sollte möglicherweise die Royale Star zum Einsatz kommen, die im Frühjahr 2013 in Rasŏn lag und auch eine entsprechende Reise durchgeführt haben soll.

### Weitere Nutzung
Ab 2013 lag die Man Gyong Bong 92 in Wŏnsan auf. Im Mai 2017 unternahm die alte Man Gyong Bong mit etwa 40 Personen eine experimentelle Reise auf der Route nach Wladiwostok in Russland, deren permanente Bedienung in Betracht gezogen wurde. Diese Reise wurde fälschlicherweise der Man Gyong Bong 92 zugeordnet. Im Februar 2018 folgte die erste Fahrt in südkoreanische Gewässer seit 2002 (als das Schiff mehrere Hundert Nordkoreaner zu den Asienspielen in Busan fuhr), bei der ein 140-köpfiges Orchester und Tanzensemble, darunter auch die Popsängerin Hyon Song-Wol, anlässlich der Olympischen Winterspiele 2018 in Pyeongchang nach Mukho transportiert wurde. Dafür hob die Regierung Südkoreas eigens einen Bann über nordkoreanische Schiffe auf. Bei der Ankunft versammelten sich zahlreiche Protestierende mit amerikanischen Flaggen und sangen die südkoreanische Nationalhymne.
Im Jahr 2023 lag das Schiff für einen Monat wieder in Rasŏn. Dabei wurde die Man Gyong Bong 92 auch einem Aufenthalt im Trockendock unterzogen, das sie jedoch ohne größere Umbauten wieder verließ. Der Aufenthalt nahe der russischen Grenze ließ Spekulationen über mögliche Pläne für einen Liniendienst nach Russland aufkommen.